# ساک‌لی (گوراویماق)
ساک‌لی (به ترکی استانبولی: Saklı) (به کردی: Sirît) یک منطقهٔ مسکونی در ترکیه است که در گوراویماق واقع شده‌است. ساک‌لی ۳۳۵ نفر جمعیت دارد.